# ロリコンショップ
ロリコンショップとは主にロリータ・コンプレックス（ロリコン）の者を対象とする商品を取り扱うアダルトグッズショップのこと。

## 概説
一般にロリコンショップというとき、漫画やゲーム、アニメといった架空の存在ではなく、実在の少女に対して性的もしくは恋愛的関心を抱く者を対象としていることが多い。後述のショップペペの経営者は、過去にはコミケの帰りにペペに寄っていく二次元派の人も多かったが、1980年代の半ば、まんがの森などの二次元向け店舗が登場して以降は実写派と二次元派が分かれたと語っており、男性向け美少女コミックスなどを販売する二次元向け店舗はロリコンショップからは除外されると言える。ロリコンショップで販売される商品の対象となる少女には、第二次性徴期以前の者から17歳までが含まれる。これについて、ペペの経営者は、小児性愛者専用の市場はなくロリコン市場と共有していたことを挙げている。また、ジュニアアイドル市場に幼児から17歳まで含まれていることとの類似性を指摘する声もある。
厳密な意味におけるロリコンショップは事実上「児童買春、児童ポルノに係る行為等の処罰及び児童の保護等に関する法律」（以下、児童ポルノ法と略記）によって禁止されていると言え、かつては日本各地に存在していたが、その大半が施行日に閉店することとなり、残る業者や店舗も営業方針や揃える商品を変えるなどしている。児童ポルノ法施行後の日本でロリコンショップの名を掲げているものはペペのみであったが、これもいわゆるロリータフェイスの成人女性を扱った作品や、法に抵触しない18歳未満作品を置くに留まっている。これについてペペは、児童ポルノ法施行後、一度は解散したが、再度有志が集まり、従来の客層を対象に18歳以上のモデルを使用して擬似ロリ路線で進めていくこととなったと語っている。ペペの閉店により、ロリコンショップの名を掲げている店は存在しなくなった。

## 主なロリコンショップ

### ペペ
ロリコンショップの代名詞的存在であり、法律施行後も2011年1月まで店舗を継続させていた高田馬場の老舗。ロリータの魅力についてロリコンが意見や情報を交換できる場として立ち上げたのが始まりだという。しかし、スペースを維持していくには収益をあげていく必要があったため、オリジナル商品の製作販売を手がけるようになり、今に至る。
オーナーである田中一雄は写真家である力武靖のパトロン的な存在となり、彼の写真集をはじめとした作品を中心にオリジナル商品、独占販売商品を多く揃え、同業の追従を許さなかった。こうしたペペのみでのオリジナル商品や独占販売商品は、他の広い流通を持つ商品と比べて高い値段が設定されていた。しかし、独占販売扱い写真集が取り扱われる頃には力武は少女写真集作家のスペシャリスト的存在に到っており、また同業作家と比較してもきめの細かく美術性にも優れている作品であったことは強みであった。さらにペペ限定で扱われていた商品の多くは無修正であり、これらは小児愛者の心を強く掴むものとなっていた。
法律施行後は着衣のものを除いては18歳未満を題材とした商品は取り扱わなくなったが、オリジナル商品の製作販売を主軸とする経営方針は変わっていなかった。
2011年1月末日を以て店舗を閉店している。
2012年1月末日を以て通販も終了する予定だったが顧客の要望により、在庫払底まで通販を継続すると発表された。その後2015年に公式サイトが閉鎖され、現在の動向は不明となっている。

### エルポップ
ペペと双璧をなすロリコンショップであり、上野に本店を構えていたほか、後に福岡や札幌にも支店を広げた。当初は「ロリポップ」という屋号を掲げていたが、外面的によろしくないという判断からエルポップに改称した。法律施行日に閉店。
上野本店の店長を務めていた店長田川は当該分野に対する造詣は深く、エッセイスト、コラムニストとして『アリスクラブ』（コアマガジン）で広告を兼ねた論説を連載するなども行っており、現在でも自らのブログを立ち上げて新旧のファンに向けて情報発信を続けている。なお「店長田川」で筆名である。